# Лаврентій (Бакшевський)
Архієпископ Лаврентій (світське ім'я — Лука Миколайович Бакшевський; *11 жовтня 1776, Іваново-Прозоровське — †17 грудня 1837) — релігійний діяч Російської імперії, єпископ Російської православної церкви. В Україні архієпископ Чернігівський (1820–1831), тимчасово керував Полтавською єпархією.

## Біографія
Народився в сім'ї священика. У 1788 році вступив до Переславської духовної семінарії. За успіхи в навчанні і старанність незабаром був переведений в Троїцьку Лаврську семінарію. Після закінчення курсу семінарії в 1799 році призначений вчителем в Перервинську семінарію.
2 березня 1800 за порадою митрополита Платона пострижений у чернецтво; 25 березня того ж року митрополитом Платоном висвячений у сан ієродиякона, а 6 грудня — у сан ієромонаха.
24 квітня 1804 визначений префектом семінарії і потім соборним ієромонахом. 6 січня 1806 призначений ігуменом Миколаївського Перервинського монастиря, а 25 січня 1808 і настоятелем Угрешського Миколаївського монастиря. 14 жовтня 1808 возведений у сан архімандрита Златоустівського монастиря в Москві.
У 1813 році за приписом Святійшого Синоду відновлював зруйновані Златоустівський, Перервинський і Московський Богоявленський монастирі. 1 грудня 1813 призначений присутнім в Московській духовній консисторії.
26 червня 1816 призначений настоятелем Високопетровського монастиря.
19 січня 1819 хіротонізований на єпископа Дмитровського, вікарія Московської єпархії. З 3 березня три місяці тимчасово керував Московською митрополією, а потім переведений на Чернігівську кафедру.
З 17 липня 1824 — тимчасово керував Полтавською єпархією.
22 серпня 1826 возведений у сан архієпископа.
14 березня 1831 звільнений на спокій в Переяславський Данилів монастир.
Помер 17 грудня 1837.